# Microsoft Project
 (mars 2011).
Si vous disposez d'ouvrages ou d'articles de référence ou si vous connaissez des sites web de qualité traitant du thème abordé ici, merci de compléter l'article en donnant les références utiles à sa vérifiabilité et en les liant à la section « Notes et références ».
Microsoft Project (ou MS Project ou MSP) est un logiciel de gestion de projets édité par Microsoft. Il permet aux chefs de projet et aux planificateurs de planifier et piloter les projets, de gérer les ressources et le budget, ainsi que d'analyser et communiquer les données des projets.
Utilisé en 2011 par plus de 20 millions de chefs de projet, Microsoft Project est le logiciel de gestion de projet le plus utilisé au monde,. Plus de 10 000 entreprises ont aussi déployé la version serveur de Microsoft Project, nommée Microsoft Project Server.
La version la plus récente est Project 2019. Elle ne fait pas partie de la suite Office 2019 ni du service Microsoft 365.

## Histoire

### 1984: naissance de Microsoft Project pour DOS
Microsoft Project fut initialement proposé par Alan Boyd (responsable du développement chez Microsoft) comme un outil interne pour aider à la gestion des nombreux projets de développements de logiciels développés en simultanés. Alan Boyd écrit alors les spécifications et sous-traita à une société de Seattle le développement d’un prototype.
La première version commerciale de Microsoft Project (alors pour DOS) est sortie en 1984. Microsoft acheta ensuite tous les droits sur le logiciel en 1985 et sortit la version 2. La version 3 pour DOS sortit en 1986, ainsi que la dernière version pour DOS (la version 4).

### Depuis 1990: Microsoft Project pour Windows
La première version pour Windows parut en 1990 et fut nommée la version 1 pour Windows.
Microsoft Project 95 fut la première version à utiliser les menus communs Microsoft Office. La version 98 fut la première à utiliser la police de caractères Tahoma dans la barre de menus et inclut l’Assistant Office, comme toutes les applications Office 97.
L’ergonomie de Microsoft Project 2010 a été totalement revue pour offrir une nouvelle expérience aux utilisateurs : elle intègre désormais le ruban, qui existait déjà avec de nombreuses applications Office 2007 (Word, Excel, PowerPoint). Selon Chris Capossela (Vice-Président chez Microsoft) of the Information Worker Management Group, « Microsoft Project 2010 est l’évolution la plus importante de Microsoft Project depuis une décennie ».
Les années de sortie de Microsoft Project sont : 1992 (v3), 1993 (v4), 1995 (4.1a), 1998 (98 ou 8.0), 2000 (2000 ou 9.0), 2002 (2002 ou 10.0), 2003 (2003 ou 11.0), 2007 (2007 ou 12.0) et enfin 2010 (2010 ou 14.0). Aucune version 2 pour Windows ne fut commercialisée en raison du travail supplémentaire engendré par l’ajout de fonctionnalités permettant de créer des macros. Par superstition, Microsoft a décidé de passer directement de la version 12.0 à la version 14.0, évitant ainsi le chiffre 13.

### 1991-1994: une expérience avortée de Microsoft Project pour Macintosh
En 1991, une version pour Apple Macintosh sortit et développa des versions successives jusqu’à la version 4.0 pour Mac en 1993. En 1994, Microsoft arrêta le développement de la plupart de ses applications pour Mac et à ce jour, aucune autre version de Project pour Mac n’est sortie (la dernière version ne fonctionne plus nativement avec Mac OS X).

### Depuis 2000: des versions serveurs pour les entreprises
Depuis la version 2000, Microsoft développe, au travers de versions « serveurs », des fonctionnalités étendues et collaboratives destinées aux entreprises : gestion centralisée des ressources, portefeuille des projets de l’entreprise, rapports d’analyse… Celles-ci sont accessibles au travers d’un client Web. Appelé tout d’abord Microsoft Project Central (version 2000), le logiciel serveur s’est ensuite nommé Microsoft Project Server (versions 2002, 2003, 2007, 2010, 2013 et 2016).
Le nom Microsoft EPM (pour "Enterprise Project Management") était le nom donné à la solution Microsoft jusqu'à la version 2010, regroupant Microsoft Project et Microsoft Project Server. Depuis la version 2013, la solution a pris le nom PPM (Project Portfolio Management).
En février 2013, Microsoft a également lancé une offre SaaS (Software as a Service) de gestion de projet et de portefeuille, dans le Cloud, nommée Project Online. Il s'agit d'un nouveau service de Microsoft Office 365, accessible via un système de souscription. Les fonctionnalités sont quasiment identiques à celles de la version On Premise (c'est-à-dire la version installée sur les serveurs de l'entreprise, Microsoft Project Server 2013). Parmi les différences, les possibilités de reporting entre les deux versions (utilisation de requêtes OData avec Microsoft Project Online).
Le 18 décembre 2013, Microsoft France a organisé la 1re journée du management de projet. À cette occasion, la version 2013 a été présentée (Microsoft Project 2013, Microsoft Project Server 2013 et Microsoft Project Online) par Nathalie Hesters, chef de produit Microsoft Project et Visio chez Microsoft France, et Vincent Capitaine, MVP Microsoft Project. Une vidéo de cet événement a été réalisée et peut encore être visionnée.
Project 2016 intègre de nouvelles fonctionnalités dont un contrôle plus étroit de la planification des ressources et de nouveaux thèmes.
La dernière version en date est la version 2019 ; elle est commercialisée séparément de la suite Microsoft Office 2019 mais peut être incluse à une souscription Office 365 ; Microsoft propose deux versions sans abonnement :
- Microsoft Project Professionnel 2019,
- Microsoft Project Standard 2019,
- Microsoft Project Server

et trois solutions cloud accessibles par abonnement mensuel.

## Fonctionnalités

### Planification et pilotage des projets
Microsoft Project permet la planification des projets, c’est-à-dire la création d’un plan. Il permet la création de tâches et de jalons, leur hiérarchisation, et de définir des liens entre les tâches. Une estimation de la durée et de la charge (ou travail) nécessaire à la réalisation de chaque tâche peut ensuite être réalisée.
Des modèles peuvent être créés afin de proposer des plans types aux utilisateurs (par exemple, si les projets nécessitent de suivre une méthodologie ou un processus précis.
Microsoft Project propose différentes représentations graphiques du projet : diagramme de Gantt, réseau des tâches...
Les possibilités de pilotage des projets sont nombreuses : définition de la planification initiale (c’est-à-dire l’enregistrement d’une photographie de référence du plan de projet), saisie de l’avancement des tâches, replanification.
Le chef de projet peut mettre à jour l’avancement du projet :
- via la saisie d’un pourcentage d’avancement (délai ou charge) ;
- via la mise à jour de la durée réelle et de la durée restante ;
- via la mise à jour du travail réel (réalisé) et du travail restant (reste à faire).

### Gestion des ressources
Microsoft Project permet la gestion des ressources de chaque projet, c’est-à-dire la création de l’équipe projet puis l’affectation des ressources définies.
Il est possible de créer différents types de ressources :
- ressources « travail », à qui l’on peut attribuer des charges de travail : individus, mais aussi des machines-outils par exemple ;
- ressources « matérielles », correspondant à des matériaux (ressources consommables avec des unités) : béton (m3), câble (km)...
- ressources « coût » (apparue depuis la version 2007 de Microsoft Project), pour pouvoir associer aux tâches du projet des postes de dépense : frais de déplacement, achat de prestation au forfait…

Les ressources, en particulier celles de type travail, peuvent être typées comme génériques : elles correspondent alors à des profils de compétences.
Chaque ressource peut être ensuite affectée aux tâches du projet. Via le planificateur d’équipe, nouveauté de la version 2010, il est possible de gérer un plan de capacité des ressources et d’allouer ainsi les tâches du projet aux ressources.
Lorsque les ressources ont été affectées, Microsoft Project rend possible l’analyse des plans de charge des ressources affectées, via par exemple l’affichage d’un graphe des ressources. Une fonctionnalité, l’audit des ressources, peut être utilisée pour résoudre les problèmes de surutilisation des ressources détectés, en réorganisation les tâches du projet.

### Gestion des coûts
Chaque ressource peut avoir un coût : taux journalier pour une ressource de type travail, coût unitaire pour une ressource matérielle… Ainsi, en fonction des affectations des ressources réalisées sur les tâches du projet et de coûts fixes pouvant être définis pour chaque tâche, Microsoft Project calcule le coût du projet. Pour les individus, il est également possible de gérer les heures supplémentaires.
Depuis la version 2007, des ressources budgétaires permettent par ailleurs de définir le budget initial du projet, qui peut être comparé au coût du projet calculé.

### Analyse et communication des informations du projet
Microsoft Project offre une palette de possibilités d’analyse des données du projet et propose de nombreux rapports. Il est même possible d’exporter les informations du projet dans Microsoft Excel ou Microsoft Visio pour analyser le travail et les coûts du projet en fonction de différents axes d’analyse (tâches, ressources, affectation, temps), via des tableaux, graphiques et diagrammes croisés dynamiques.
Microsoft Project permet de communiquer les informations des projets : copie du diagramme de Gantt, impression et surtout, depuis la version 2010, possibilité de créer une frise chronologique exportable vers Microsoft PowerPoint ou dans un message électronique.

### Microsoft Project 2013
- Vincent Capitaine, Project 2013 : guide pratique pour les chefs de projet, Dunod, collection InfoPro, 2013.

### Microsoft Project 2010
- Vincent Capitaine, Project 2010 : guide pratique pour les chefs de projet, Dunod, collection InfoPro, 2010
- Béatrice Daburoh, Microsoft Project 2010, Paris, ENI Éditions, coll. « Référence Bureautique », 2011, 387 p. (ISBN 978-2-7460-6449-2, présentation en ligne)
- Teresa S. Stover, Microsoft Project 2010, Sebastopol, Microsoft Press, coll. « Inside Out », 2011, 1352 p. (ISBN 978-0-7356-2687-4, présentation en ligne)

### Microsoft Project 2007 et versions antérieures
- Florent Guilbot, Vincent Capitaine, Réussir ses projets avec Microsoft Project, Dunod, collection InfoPro, 2009
- Gérard Ducouret, Microsoft Project Server 2007 pour le chef de projet, Pragmasoft, 2009
- Gérard Ducouret, Project Server 2007 pour l'administrateur, Pragmasoft, 2010
- Béatrice Daburon, Project 2007 - Version standard, ENI, 2007
- Alexandre Faulx-Briole, Project 2007, la gestion de projet, ENI, 2008

## Concurrents
- Asta Power Project (logiciel propriétaire)
- ganttProject (logiciel libre)
- Gouti
- open Workbench (logiciel gratuit devenu propriétaire)
- OpenProj (logiciel open source)
- Planisware
- ProjectLibre un fork d'OpenProj
- Project Management Studio (logiciel gratuit)
- ProjeLead (logiciel libre)
- Sciforma (logiciel propriétaire)
- TaskJuggler (logiciel libre)
- Redmine (logiciel libre)
- Visual planning
- VisualProjet
- Wrike
- z0 Gravity